# Acanthometropus pecatonica
Acanthometropus pecatonica е изчезнал вид насекомо от семейство Siphlonuridae.

## Разпространение
Видът е бил ендемичен за река Пекатоника в Уисконсин и Илинойс. Отделни популации са били наблюдавани в Южна Каролина и Джорджия.